# آگیا مارینا
آگیا مارینا (به لاتین: Agia Marina) یک منطقهٔ مسکونی در قبرس شمالی است که در ناحیه لفکوشا واقع شده‌است.